# Dover Demon
Als Dover Demon wird ein angeblich am 11. April 1977 in Dover (Massachusetts), USA, gesichtetes Wesen bezeichnet. Die einzigen Hinweise auf die Existenz des „Dover Demons“ sind die Aussagen der damals 15 bis 17 Jahre alten Bill Bartlett, John Baxter und Abby Brabham, die behaupten, ein ca. 1,2 m großes Wesen mit großem ovalem Kopf, dünnem Körper und großen Gliedmaßen gesehen zu haben, dessen Augen leuchteten. Der Name „Dover Demon“ wurde von einer lokalen Zeitung kreiert. Trotz der dürftigen Fakten sind vage, von den damaligen Augenzeugen erstellte Skizzen des Wesens bis heute im Internet verbreitet. Der Dover Demon gilt als ein gutes Beispiel für eine moderne Sage.
Angeblich wurde ein vergleichbares Wesen 2004 in Chile gesehen.